# Играта на играчките 2
Играта на играчките 2 (на английски: Toy Story 2) е американски анимационен приключенски комедиен филм от 1999 г., продуциран от Пиксар Анимейшън Студиос за Уолт Дисни Пикчърс. Това е вторият филм от франчайза Играта на играчките и е режисиран от Джон Ласитър съвместно с Лий Ънкрич и Аш Бранън, със сценарий от Андрю Стантън, Рита Хсиао, Дъг Чембърлейн и Крис Уеб въз основа на история от Ласитър, Пийт Доктър, Бранън и Стантън. Том Ханкс, Тим Алън, Дон Рикълс, Джим Варни, Уолъс Шон, Джон Раценбъргър, Ани Потс, Роналд Лий Ърми, Джон Морис, Лори Меткалф и Джеф Пиджън отново озвучават ролите си от първия филм. Във филма Уди е откраднат от алчен колекционер на играчки, което подтиква Баз Светлинна година и приятелите му да го спасят, но след това Уди е изкушен от идеята за безсмъртие в музей.
Дисни първоначално замисля Играта на играчките 2 като продължение директно за видео. Филмът започва продукция в сграда, отделена от Пиксар, в малък мащаб, тъй като по-голямата част от основния екип на студиото е зает с работата по Приключението на бръмбарите (1998). Когато сторибордовете показват потенциал, Дисни решава филмът да излезе по кината, но Пиксар не е доволен от качеството му. Ласитър и екипът по сюжета преработват изцяло историята само за един уикенд. Въпреки че повечето филми на Пиксар отнемат години за разработка, вече обявената премиерна дата не може да бъде променена и производственият график на Играта на играчките 2 се свива до девет месеца.
Въпреки трудностите по време на продукцията, Играта на играчките 2 излиза на 24 ноември 1999 г. и се превръща в касов успех, като печели 511 милиона долара при бюджет от 90 милиона долара. Филмът получава всеобщо одобрение от критиците, със 100% рейтинг в сайта Rotten Tomatoes, подобно на своя предшественик. Смята се от критиците за едно от малкото продължения, които надминават оригинала, и често присъства в класации на най-великите анимационни филми на всички времена. Играта на играчките 2 става третият най-касов филм на 1999 година. Сред множеството си отличия, филмът печели наградата за най-добър филм – мюзикъл или комедия на 57-те награди Златен глобус. Появяват се и две последващи продължения: Играта на играчките 3 (2010) и Играта на играчките 4 (2019).

## Сюжет
Шериф Уди и Баз Светлинна година вече са съвместни водачи на играчките на Анди Дейвис. Анди планира да вземе Уди на каубойски лагер, но неволно му разкъсва ръката. Майката на Анди поставя Уди на рафта, а той започва да се страхува, че Анди ще го изостави. На следващия ден Уди открива Уизи — играчка пингвин с повреден свирещ механизъм, също оставен на рафта. След като спасява Уизи от продажба на дворна разпродажба, Уди е забелязан и откраднат от алчен колекционер на играчки. Баз не успява да предотврати кражбата, но намира улики, които разкриват, че крадецът е Ал Макуигин, собственик на магазин за играчки. Баз, Г-н Картоф, Слинки, Рекс и Хам тръгват да спасят Уди.
В апартамента на Ал Уди открива, че е създаден по образа на главния герой от Шоуто на Уди, популярна уестърн програма за деца от 50-те години, и се запознава с останалите герои от шоуто: Джеси Краварката, Булсай Кончето и Златотърсача Пийт. Макар да е развълнуван от срещата с тях, Уди разбира, че Ал възнамерява да продаде цялата колекция на музей в Токио. Когато обявява, че трябва да се върне при Анди, групата е разочарована, тъй като музеят няма да приеме колекцията без него и те ще бъдат върнати обратно в склад. На следващия ден, след като ръката на Уди е поправена, той научава, че Джеси е била изоставена от своята собственичка Емили, когато тя пораснала. Убеден, че Анди може да постъпи по същия начин, Уди решава да замине за музея.
През това време групата на Баз достига до магазина на Ал и започва да търси Уди. Баз среща версия на себе си — играчка с помощен колан, която го смята за избягал космически рейнджър и го затваря. По-късно вторият Баз среща останалите играчки на Анди и, приемайки ги за част от мисия срещу врага си Император Зърг, ги придружава до апартамента на Ал. Истинският Баз се измъква и ги следва, като неволно освобождава играчка Зърг, която тръгва след него с цел да го унищожи.
Двете версии на Баз и останалата част от спасителната група пристигат в апартамента, но Уди първоначално отказва да се върне с тях. Малко след като те си тръгват, Уди преосмисля решението си и кани героите от Шоуто на Уди да станат играчки на Анди. Докато колебливата Джеси и ентусиазираният Булсай приемат, Пийт отказва и пречи на останалите да напуснат; никога не е бил играчка, с която да се играе, и настоява да отиде в музея.
Ал се връща в апартамента и взима колекцията, за да я закара на летището. В асансьора вторият Баз се изправя срещу Зърг, но Зърг е съборен от Рекс. Двамата се сдобряват, след като Зърг разкрива, че е баща на Баз. Истинският Баз и останалите играчки преследват куфара на Ал на летището. По време на продължително преследване в системата за багаж, Пийт отново разкъсва ръката на Уди, но играчките успяват да го надвият и го слагат в раницата на едно момиче, което го отнася със себе си. Те спасяват Булсай, но Джеси е натоварена в самолета. Уди, Баз и Булсай обединяват усилия и я спасяват точно преди излитането. Играчките се завръщат у дома при Анди.
Анди се прибира от каубойския лагер същата вечер, играе с Джеси и Булсай и на следващата сутрин поправя Уди и Уизи. По телевизията Ал тъжи за изгубената сделка с музея. Уди казва на Баз, че вече не се страхува, че Анди ще загуби интерес към него.

## Актьорски състав
- Том Ханкс – Уди, каубойска играчка и водач на играчките на Анди. Той е отвлечен от алчния собственик на магазин за играчки, Ал Макуигин, който възнамерява да го продаде, заедно с останалите герои от Шоуто на Уди, на музей в чужбина. Докато е задържан в луксозния апартамент на Ал, Уди се запознава с другите членове на колекцията — Джеси, Булсай и Златотърсача Пийт.
- Тим Алън – Баз Светлинна година, екшън фигурка на космически рейнджър и най-близък приятел на Уди. Когато Уди е отвлечен, Баз поема водачеството и организира мисия за спасяването му, като повежда част от играчките на Анди. По време на търсенето си, Баз се сблъсква с нова, по-модерна версия на себе си — Ултра Баз Светлинна година, който носи служебен колан и все още вярва, че е истински космически герой. Ултра Баз взема командването, заключва оригиналния Баз и поема мисията със сериозен ентусиазъм. В края на историята двамата се сдобряват, когато Ултра Баз разбира, че злият Император Зърг всъщност е... неговият баща.
- Джоун Кюсак – Джеси, кукла каубойка, част от бандата от Шоуто на Уди. След като е изоставена от своята собственичка Емили, тя носи дълбока емоционална рана. Джеси отначало се страхува от връщането си при дете, но по-късно намира нов дом у Анди. Вокалите са озвучени от Мери Кей Бъргман.
- Келси Грамър – Златотърсача Пийт, възрастна, никога неизваждана от кутията си кукла и част от колекцията. Макар на пръв поглед приятелски настроен, Пийт тайно саботира опитите на Уди да се върне у дома, защото вижда в музея единствения шанс някой да му обърне внимание.
- Дон Рикълс – Г-н Картоф, мрачен, саркастичен и леко раздразнителен, но верен приятел. Той е съпруг на Г-жа Картоф и се включва в спасителната мисия, водена от Баз.
- Джим Варни – Слинки, верният дакел с тяло от пружина. Той също се присъединява към Баз в търсенето на Уди.
- Уолъс Шон – Рекс, тревожен, но добродушен тиранозавър. Той обича да играе видеоигра с Баз като герой и мечтае да бъде силен и смел като него. По време на мисията той дори успява да победи Император Зърг, с което доказва, че героизмът не зависи от външния вид.
- Джон Раценбъргър – Хам, саркастично прасенце-касичка и част от спасителния екип.
- Ани Потс – Бо Пийп, нежна и грижовна порцеланова овчарка, която има флирт с Уди.
- Естел Харис – Г-жа Картоф, енергична и обичаща жена на Г-н Картоф. В края на филма двамата „осиновяват“ три малки зелени извънземни.
- Джон Морис – Анди, момчето, на което всички играчки принадлежат. През по-голямата част от филма той е на каубойски лагер.
- Уейн Найт – Ал Макуигин, алчен колекционер и собственик на магазин за играчки. След като вижда рядкостта на Уди, го отвлича и планира да продаде цялата колекция на японски музей за огромна сума.
- Лори Меткалф – Майката на Анди.
- Роналд Лий Ърми – Сержант, ръководител на миниатюрната армия играчки в стаята на Анди.
- Джо Ранфт – Уизи, пингвин играчка с повреден свирещ механизъм, когото Уди открива забравен на рафта и по-късно спасява от дворна разпродажба.
- Джоди Бенсън – Барби-екскурзовод, весела Барби, която помага на играчките на Анди да намерят офиса на Ал в магазина. В първия филм Мател отказва да позволи участието ѝ, но след успеха на Играта на играчките, тя става част от продължението по тяхно настояване.[10]
- Джонатан Харис – Реставратора, възрастен специалист, когото Ал наема, за да възстанови Уди преди изпращането в музея.
- Джеф Пиджън – Тримата зелени извънземни, лоялни и благодарни играчки, чийто живот Г-н Картоф глава спасява. В края на филма те стават част от неговото семейство.
- Андрю Стантън – Император Зърг, злият противник на Баз, който живее с илюзията, че е реален галактически тиранин, а не играчка.

## Производство

### Разработка
Разговорите за продължение на Играта на играчките започват около месец след премиерата на филма през декември 1995 г. Няколко дни след излизането на филма, Джон Ласитър пътува със семейството си и забелязва момченце на летището, което стиска кукла на Шериф Уди. Ласитър описва колко дълбоко е развълнуван от желанието на детето да покаже играчката на баща си. В този момент той осъзнава, че героят вече не принадлежи само на него — Уди вече принадлежи на децата, които го обичат. Тази случка се превръща във водеща движеща сила зад създаването на Играта на играчките 2, като Ласитър е мотивиран да направи страхотен филм — за това дете и за всички останали, които обичат героите.
Малко след това Ед Катмул, Ласитър и Ралф Гугенхайм посещават Джо Рот — наследник на наскоро уволнения Джефри Каценберг на поста председател на Уолт Дисни Студиос. Рот реагира положително и с ентусиазъм приема идеята за продължение. По това време Дисни вече започва да произвежда продължения на свои успешни анимации, предназначени директно за видео, и Рот иска Играта на играчките 2 да бъде реализиран по същия начин. Предишни заглавия като Завръщането на Джафар (1994) — продължение на Аладин — носят приблизителна печалба от 100 милиона долара.
В началото всичко около Играта на играчките 2 е несигурно: дали звездите Том Ханкс и Тим Алън ще бъдат на разположение и ще могат да бъдат ангажирани финансово, каква ще бъде основната идея на историята, и дори дали филмът ще бъде компютърно анимиран от Пиксар или рисуван на ръка от Уолт Дисни Фичър Анимейшън. Ласитър възприема проекта като възможност да подготви нови режисьорски таланти, тъй като най-опитните вече са ангажирани с други продукции (Андрю Стантън работи като сърежисьор на Приключението на бръмбарите, а Пийт Доктър е режисьор на това, което по-късно ще стане Таласъми ООД). Аш Бранън — млад аниматор и режисьор по анимацията на първия филм — е избран от Ласитър да режисира, впечатлен от работата му върху оригинала. Бранън, възпитаник на Калифорнийския институт по изкуства, се присъединява към екипа на Играта на играчките още през 1993 г. Дисни и Пиксар официално обявяват продължението чрез прессъобщение на 12 март 1997 г.

### Концепция
Историята на Играта на играчките 2 е силно вдъхновена от личния ми опит. Аз съм голям колекционер на играчки — много от тях са антикварни, уникални бройки или прототипи, които производителите на играчки са ми подарили. А имам петима синове, четирима от тях са малки и обожават да идват на работа при татко. Влизат в офиса ми и започват да си играят с всичко. А аз седя там и казвам: „О, не, не пипай тази, по-добре играй с онази, ох, и тази не...“. И в един момент се погледнах отстрани и започнах да се смея. Защото играчките са създадени — поставени на тази Земя — за да бъдат играни от дете. Това е същността на Играта на играчките. И така започнах да се чудя: какво ли е от гледната точка на една играчка да бъде събирана като вещ?
Намерението на Джон Ласитър с продължението е да отдаде почит на оригиналния филм и да създаде отново същия свят. Историята се заражда от въпроса какво би разстроило една играчка — как би се почувствала, ако едно дете спре да си играе с нея или, още по-лошо, порасне и я изостави. Аш Бранън предлага идеята за дворна разпродажба, на която колекционер разпознава Уди като рядка находка. Концепцията, че Уди е част от колекционерски комплект, произлиза от чернова на историята Коледата на Тенекиения войник — оригинален 30-минутен телевизионен филм, предложен от Пиксар на Дисни още през 1990 г. Обсебеният колекционер Ал Макуигин, който първоначално се появява в ранна версия на Играта на играчките, но по-късно е премахнат, е върнат във втората част. Ласитър признава, че вдъхновението за Ал идва от самия него.
Второстепенните герои от Шоуто на Уди са вдъхновени от уестърн и куклени детски предавания от 40-те и 50-те години. Разработката на Джеси започва по инициатива на съпругата на Ласитър — Нанси, която настоява във филма да бъде включен по-силен и смислен женски персонаж от Бо Пийп. Докато първият филм Играта на играчките се развива в ограничен мащаб — в две къщи, по пътища и в семеен ресторант, Играта на играчките 2 е описван от Лий Ънкрич като нещо, което „се разпростира по цялата карта“.
За да гарантира, че проектът ще бъде готов за кината, Ласитър трябва да добави около 12 минути нов материал и да подсили вече съществуващото. Допълнителните сцени трябва не просто да „пълнят времето“, а да изглеждат органична част от филма, сякаш винаги са били там. С оставащо по-малко от година до крайната дата за предаване, Ласитър кани Андрю Стантън, Пийт Доктър, Джо Ранфт и няколко сценаристи от Дисни у дома си за уикенд. Там провежда така наречения „сюжетен връх“ — интензивна сесия, по време на която за два дни се оформя цялостна, завършена история.
В понеделник, обратно в офиса, Ласитър събира компанията в прожекционната зала и представя преработената версия на Играта на играчките 2 — от въведението до развръзката. Части от историята са заимствани от ранни чернови на първия филм. Първоначално оригиналният Играта на играчките започва с анимационен сериал с Баз Светлинна година, който по-късно се трансформира във видеоиграта, показана в откриващата сцена на Играта на играчките 2. Премахната сцена от първия филм, в която Уди сънува кошмар, че е изхвърлен в кошче за боклук, е адаптирана в по-лека форма, за да илюстрира страха му, че Анди ще го изостави. Идеята за пингвина със счупен свирещ механизъм също се възражда от ранна версия на Играта на играчките.

### Анимация
Когато в началото на 1997 г. историята навлиза в производствен етап, не е ясно дали Пиксар ще поеме създаването на филма, тъй като целият екип от 300 души работи усилено по Приключението на бръмбарите за планираната премиера през 1998 г. Групата за интерактивни продукти, съставена от 95 души, разполага със собствени аниматори, арт отдел и инженери. Под силен времеви натиск, тя успява да създаде два успешни CD-ROM продукта през предходната година — Анимационна книга с приказки на Дисни: Играта на играчките и Център за дейности Играта на играчките. В рамките на тези два проекта групата създава толкова оригинална анимация, колкото съдържа и самият филм Играта на играчките. Стив Джобс взема решение да прекрати гейминг звеното на компанията, а служителите оттам се превръщат в ядрото на екипа, който започва работа по Играта на играчките 2.
Преди прехода от директен-видео проект към пълнометражен филм, екипът на Играта на играчките 2 работи самостоятелно в нова сграда, физически отделена от останалата част на компанията чрез жп линии. „Бяхме просто малкият филм и си играехме в нашия пясъчник“, казва копродуцентката Карън Джаксън. Джон Ласитър преглежда внимателно всеки вече анимиран кадър и настоява за корекции навсякъде. Макар филмът да използва някои цифрови елементи от първата част, в духа на културата на съвършенство в Пиксар, повторната употреба на ресурси от Играта на играчките е далеч по-малка от очакваното. Моделите на героите са значително обновени отвътре, а шейдърите (визуални слоеве) са преработени, за да се постигнат по-фини визуални подобрения. Екипът използва свободно и модели от други продукции, като напримерДжери от късометражния филм Играта на Джери (1997), който става персонажа на Реставратора в Играта на играчките 2. Главният аниматор Глен Маккуин вдъхновява колегите си да създадат впечатляваща работа въпреки кратките срокове, като възлага конкретни сцени според силните страни на всеки аниматор.
Докато създават първия филм, екипът действа внимателно при изграждането на нови локации, съобразявайки се с техническите възможности на времето. До момента, в който започва продукцията на Играта на играчките 2, технологиите са напреднали достатъчно, за да позволят значително по-сложни движения на камерата, недостижими при първата част. В процеса на създаване на продължението Пиксар се стреми да не се отклонява прекалено от визията на оригинала, но вече разполага с нов софтуер, разработен след завършването на първия филм. За да се постигне визуалният ефект на прах по рафта, където е поставен Уди, екипът се изправя пред техническо предизвикателство — анимиране на прахови частици, задача, която изисква голямо внимание. След множество експерименти, създават една-единствена прашинка, която компютърът мултиплицира по целия рафт. В завършения филм се виждат над два милиона прашинки.

### Проблемна продукция
Когато преминахме от директно-видео филм към пълнометражна лента и имахме ограничено време, за да я завършим, напрежението наистина скочи рязко. Забрави за семейството си, забрави за всичко друго. В момента, в който взехме решението [за графика], стана ясно: „Добре, имаме премиерна дата. Ще спазим тази дата. Ще направим тази прожекция.
Дисни изразява недоволство от темпото на работа по филма през юни 1997 г. и настоява Ралф Катмул да отстрани Ралф Гугенхайм като продуцент; Пиксар се съгласява, а асоциираните продуцентки Карън Джаксън и Хелън Плоткин са повишени в съпродуценти.
През ноември 1997 г. Рот и Питър Шнайдер, тогава ръководител на Уолт Дисни Фичър Анимейшън, гледат сторибордовете и частично завършената анимация в студиото на Пиксар. Те са впечатлени от художественото качество и проявяват интерес филмът да бъде пуснат по кината. Освен неочаквано високото ниво на продукцията, има и други причини да се обсъди пълнометражна премиера: икономическият ефект от директно-видео издание на Пиксар е разочароващ заради по-високите заплати на екипа. След преговори, Джобс и Рот се договарят разходите и печалбите за Играта на играчките 2 да бъдат споделяни по схемата на новото петфилмово споразумение между Дисни и Пиксар. Но Играта на играчките 2 няма да се брои за един от петте филма, тъй като договорът изисква оригинални продукции, не продължения — така Дисни си гарантира пет нови набора герои за увеселителните си паркове и мърчандайз. Джобс събира екипа и на 5 февруари 1998 г. обявява промяната.
През 1998 г. целият проект почти е изгубен, когато аниматор погрешка изтрива файловете на филма, въвеждайки командата /bin/rm -r -f * в основната папка на сървъра. Асоциираният технически директор Орън Джейкъб забелязва, че героите започват да изчезват от текущите проекти, и сървърите са изключени. Но вече 90% от труда от последните две години е изгубен. Резервните копия също се оказват неработещи от около месец. Филмът е спасен от техническия директор Гейлън Съсман, която работи дистанционно, за да се грижи за новороденото си дете — тя има резервно копие на компютъра си у дома. Почти всички активи са възстановени, с изключение на няколко дни работа.
Много членове от творческия екип в Пиксар са недоволни от състоянието на филма. След като се връща от европейското промо-турне на Приключението на бръмбарите, Джон Ласитър гледа сторирийлите и също заключава, че не работи. Пиксар уведомява Дисни, че филмът трябва да се преработи. Дисни отказва, настоявайки, че няма време до премиерата. Пиксар решава, че не може да допусне филмът да излезе в това състояние, и моли Ласитър да поеме режисурата. Той се съгласява и събира отново екипа от първия филм, включително Андрю Стантън и Пийт Доктър. Аш Бранън остава като сърежисьор, а към него се присъединява и Лий Ънкрич, току-що приключил работа по Приключението на бръмбарите. За да спази премиерната дата, Пиксар трябва да завърши целия филм за девет месеца. Ънкрич, обезпокоен от липсата на време, пита Джобс дали е възможно премиерата да бъде отложена. Джобс отговаря, че няма избор — вероятно поради вече стартирали договори с производители на играчки и маркетинг партньори.
Режисьорската работа е поделена – Бранън се съсредоточава върху развитието на историята и анимацията; Ласитър поема изкуството, моделирането и осветлението; Ънкрич отговаря за монтажа, кинематографията и композирането на кадрите. Те се срещат ежедневно, за да сверяват напредъка и да поддържат синхрон между отделните екипи, което води до припокриване на ролите. Както често се случва в Пиксар, напрежението нараства с приближаването на крайните срокове, а работното време се удължава. Но продукцията на Играта на играчките 2 е особено тежка заради силно компресирания си график. Прекомерната работа води до различни форми на хронично претоварване при някои аниматори. Катмул по-късно признава, че „една трета от екипа“ получава травми, свързани с пренапрежение, до края на продукцията. Макар Пиксар официално да не насърчава прекомерния труд и дори ограничава извънредните часове чрез одобрения, много от по-младите служители се изтощават от личната си амбиция да се докажат. В един особено тревожен случай аниматор забравя детето си в колата на паркинга на студиото. Благодарение на бързата реакция на спасителните служби се предотвратява трагедия, но инцидентът се превръща в ужасяващ сигнал, че екипът е стигнал до пределите си.

## Музика
Ранди Нюман, който композира и дирижира музиката за първия филм, се завръща и за продължението. Той създава две нови оригинални песни – When She Loved Me, изпълнена от Сара Маклоклън, и Woody's Roundup, изпълнена от групата Райдърс ин дъ Скай – наред с цялостната филмова музика. От първия филм е използвана отново песента You've Got a Friend in Me. Тя се чува два пъти във филма – изпята от Том Ханкс като Уди и от Робърт Гуле, който озвучава пеещия глас на Уизи. Саундтракът е издаден от Уолт Дисни Рекърдс на 9 ноември 1999 г. Особено внимание получава песента When She Loved Me, използвана в една от най-тъжните сцени не само във филмите на Пиксар, но и в цялата анимация на Дисни. Изпълнението на Маклоклън и композицията на Нюман са високо оценени, като песента се счита за една от най-съкрушителните в историята на анимационното кино. През 2000 г. When She Loved Me е номинирана за награда Оскар за най-добра оригинална песен, но наградата отива при Фил Колинс за You'll Be in My Heart от друг анимационен филм на Дисни – Тарзан.

## Премиера

### Кино
Пиксар показва завършения филм в Калифорнийския институт по изкуства на 12 ноември 1999 г., в знак на признание за връзките на учебното заведение с Ласитър и повече от 40 други възпитаници, които работят по филма. Студентите са очаровани. Филмът държи официалната си премиера на следващия ден в театър Ел Капитан в Лос Анджелис – същото място като Играта на играчките – и се пуска в кината в Съединените щати на 24 ноември 1999 г. Първоначалните кино и видео издания на филма включват Луксо, първият късометражен филм на Пиксар, издаден през 1986 г., с участието на символа на студиото. Появява се изявление, което гласи: „През 1986 г. Пиксар Анимейшън Студиос произвежда първия си филм. Затова имаме скачеща лампа в логото си“.

### Преиздание
През 2009 г. както Играта на играчките, така и Играта на играчките 2 се превръщат в 3D за двуседмично ограничено повторно пускане в кината, което е удължено заради успеха им. Ласитър казва: „Филмите и героите от Играта на играчките винаги ще заемат много специално място в сърцата ни и сме много развълнувани да върнем тези знакови филми на зрителите да го гледат по съвсем нов начин, благодарение на най-новата 3D технология. С Играта на играчките 3, който се оформя като още едно голямо приключение за Баз, Уди и компанията от стаята на Анди, сметнахме, че ще е чудесно да позволим на зрителите отново да изживеят първите два филма, но по нов начин“.
Превръщането на филмите в 3D изисква да се прегледат оригиналните компютърни данни и виртуално да се постави втора камера във всяка сцена, създавайки изгледи за ляво и дясно око, необходими за възприемането на дълбочина. Ласитър нарича този процес „дигитална археология“, уникален за компютърната анимация. Водещият стереограф Боб Уайтхил ръководи процеса и се стреми да постигне ефект, който да засили емоционалното разказване на филма. Отнема четири месеца, за да се възстановят старите данни и да се приведе всичко в работен вид. След това добавянето на 3D към всеки филм отнема по шест месеца.
Двойният филмов маратон започва в 1745 кина на 2 октомври 2009 г. и печели 12,5 милиона долара през първия уикенд, заемайки трето място в боксофиса след Земята на зомбитата и Облачно с кюфтета. Филмите приключват прожекциите си на 5 ноември 2009 г. с общ световен приход от 32,3 милиона долара. За разлика от други държави, Обединеното кралство и Аржентина получават филмите в 3D като отделни издания. Играта на играчките 2 излиза на 22 януари 2010 г. във Великобритания и на 18 февруари 2010 г. в Аржентина.

### Домашна употреба
Играта на играчките 2 излиза както на VHS, така и на DVD, както и двоен пакет DVD издание заедно с Играта на играчките на 17 октомври 2000 г.  Тези издания включват добавен кратък откъс от Таласъми ООД и са прибрани в Трезора на Дисни на 1 май 2003 г. Преиздадени са на 26 декември 2005 г., като отново са прибрани в Трезора на 31 януари 2009 г.
Играта на играчките 2 е достъпен за първи път на Blu-ray в специален комбиниран пакет, издаден на 23 март 2010 г., заедно с първия филм. На 1 ноември 2011 г. първите три филма от поредицата са преиздадени, всеки като комбиниран пакет DVD/Blu-ray/Blu-ray 3D/Digital Copy. Филмът излиза и на Ultra HD Blu-ray на 4 юни 2019 г.

## Прием

### Боксофис
Играта на играчките 2 е толкова успешен в търговско отношение, колкото и първият филм. Става най-касовият анимационен филм за 1999 година, като печели 245,9 милиона долара в Съединените щати и Канада и 511,3 милиона долара в световен мащаб – надминавайки с голяма разлика предишните продукции на Пиксар. Филмът заема третото място сред най-печелившите анимационни филми на всички времена, след Цар лъв и Аладин.
Играта на играчките 2 стартира по време на уикенда на Деня на благодарността, като веднага застава на първо място пред Само един свят не стига, Краят на дните и Слийпи Холоу, събирайки 57,4 милиона долара за три дни от 3236 киносалона, със среден приход от 17,734 долара на салон, както и 80,1 милиона долара от премиерата в сряда до края на уикенда, като остава на върха в следващите два уикенда. Към момента на излизането си, филмът има третия най-голям премиерен уикенд за всички времена, след Изгубеният свят: Джурасик парк и Междузвездни войни: Епизод I – Невидима заплаха. Той подобрява и студийните рекорди за най-голям приход в рамките на един ден, надминавайки Момче за всичко. Още в първия си ден филмът събира 9,5 милиона долара, с което чупи рекорда на Завръщане в бъдещето 2 за най-успешен старт в Деня на благодарността. До Нова година филмът надхвърля 200 милиона долара приходи само в САЩ, като в крайна сметка става третият най-касов филм за 1999 година след Невидима заплаха и Шесто чувство, като значително надминава оригиналния филм. Според изчисленията на Box Office Mojo, филмът е продал над 47,8 милиона билета в Съединените щати и Канада.
Филмът поставя рекорд за тридневен уикенд във Великобритания с приходи от 7,7 милиона лири, като изпреварва Невидима заплаха. През 2001 г. този рекорд е подобрен от Хари Потър и Философският камък. Играта на играчките 2 прекарва седем седмици на първо място в британския бокс офис. В Япония филмът стартира с 3,8 милиона долара, превръщайки се не само в най-успешния американски анимационен филм в страната, но и във втория най-касов уикенд изобщо, след Армагедон.

### Реакции на критиката
Критиците възприемат Играта на играчките 2 като продължение, което се изравнява или дори надминава оригинала по отношение на качеството. Холивуд Рипортър заявява:

Играта на играчките 2 прави това, което малко продължения успяват. Вместо просто да пресъздадат по-ранния филм и да го нарекат продължение, творческият екип, воден от режисьора Джон Ласитър, задълбочава образите на героите, като същевременно запазва забавния дух на оригинала.

В сайта за обобщение на рецензии Rotten Tomatoes, филмът получава 100% одобрение въз основа на 172 критики, със средна оценка 8.7/10. Критическият консенсус на сайта гласи: „Рядко продължение, което може би дори подобрява предшественика си, Играта на играчките 2 използва изобретателно разказване, великолепна анимация и талантлив актьорски състав, за да предложи още едно пълноценно филмово преживяване за всички възрасти“. Към март 2024 г., това е най-високо оцененият анимационен филм на сайта и вторият най-високо оценен филм изобщо, след Не оставяй следа. В Metacritic филмът има резултат 88 от 100, базиран на 34 рецензии, което показва „всеобщо одобрение“. Според CinemaScore зрителите му дават рядката оценка A+ по скалата от A+ до F, което го прави първия компютърно анимационен филм, получил тази оценка.
Роджър Ебърт от Чикаго Сън-Таймс поставя на филма три и половина звезди от четири и казва в рецензията си: „Отдавна бях забравил за играчките, а Играта на играчките 2 ми го припомни“. Кенет Тюран от Лос Анджелис Таймс отбелязва: „Играта на играчките 2 може и да няма най-оригиналното заглавие, но всичко останало в него е, така да се каже, в перфектно състояние, като запазена играчка в кутия“. Тод Маккарти от Върайъти пише: „В света на продълженията, Играта на играчките 2 е за Играта на играчките това, което Империята отвръща на удара е за своя предшественик – по-богат и удовлетворяващ филм във всяко отношение“. Лиса Шварцбаум от Ентъртейнмънт Уийкли казва: „Това е страхотно, интелигентно забавление – едновременно чудесно и мъдро“.
След като гледа филма, легендарният аниматор Чък Джоунс (режисьор на класическите късометражни филми от поредицата Шантави рисунки) изпраща писмо до Ласитър, в което нарича филма „прекрасен“ и „великолепно анимиран“, добавяйки, че той „движи напред каузата на класическата анимация по нов и ефективен начин“. Ласитър, който е личен почитател на Джоунс, държи писмото в рамка в дома си.

## В България
Играта на играчките 2 е издаден на 29 март 2010 г. в специално DVD издание и на Blu-Ray, разпространявани от A+Films.
Синхронен дублаж
| Роля                 | Изпълнител                                                               |
| -------------------- | ------------------------------------------------------------------------ |
| Уди                  | Анислав Лазаров                                                          |
| Бaз светлинна година | Мариан Маринов                                                           |
| Джеси                | Сивина Сивинова (диалог) Весела Делчева (вокал)                          |
| Златотърсача         | Пламен Сираков                                                           |
| Г-н Картоф           | Николай Николаев                                                         |
| Слинки               | Румен Рачев                                                              |
| Рекс                 | Кирил Маричков                                                           |
| Хам                  | Георги Стоянов                                                           |
| Бо                   | Елена Бойчева                                                            |
| Ал                   | Сава Пиперов                                                             |
| Анди                 | Стефан Попов                                                             |
| Майката на Анди      | Петя Абаджиева                                                           |
| Г-жа Картофка        | Ива Апостолова                                                           |
| Сержант              | Анатолий Божинов                                                         |
| Барби                | Симона Нанова                                                            |
| Реставратор          | Петър Евангелатов                                                        |
| Уийзи                | Кирил Кавадарков (диалог) Васил Петров (вокал)                           |
| Зърг                 | Петър Върбанов                                                           |
| Извънземни           | Живко Джуранов Кирил Ивайлов (кредитиран като Бояджиев) Анатолий Божинов |

Други гласове
| Венцислава Стоилова |
| Златина Тасева      |
| Здравко Димитров    |
| Ненчо Балабанов     |
| Пламен Чернев       |
| Емилия Иванова      |
| Атанас Сребрев      |
| Лъчезар Стефанов    |
| Николай Иванов      |
| Явор Каров          |

И децата
| Антония Тасева     |
| Виктория Георгиева |
| Балена Ланджева    |
| Павел Петков       |

Песни
| Песен             | Изпълнява                                                                          |
| ----------------- | ---------------------------------------------------------------------------------- |
| Приятелите на Уди | Музика: Ранди Нюман Български текст: Десислава Софранова Изпълнява: Мъжки хор      |
| Щастлива бях      | Музика: Ранди Нюман Български текст: Цветомира Михайлова Изпълнява: Весела Делчева |
| Приятел имаш ти   | Музика: Ранди Нюман Български текст: Румен Шопов Десислава Софранова               |
| Версията на Уди   | Изпълнява: Анислав Лазаров                                                         |
| Версията на Уийзи | Изпълнява: Васил Петров Женски хор                                                 |

Българска версия
| Обработка                       | Александра Аудио (2008)                 |
| ------------------------------- | --------------------------------------- |
| Режисьор на дублажа             | Симона Нанова                           |
| Превод                          | Гергана Бахчисарайцева                  |
| Адаптация                       | Венета Янкова                           |
| Музикален режисьор              | Десислава Софранова                     |
| Музикален асистент              | Цветомира Михайлова                     |
| Превод на песните               | Десислава Софранова Цветомира Михайлова |
| Творчески директор              | Венета Янкова                           |
| Продуцент на българската версия | Disney Character Voices International   |